# Chata na Babí hoře
Chata na Babí hoře (německy Schutzhaus auf der Babiagura, maďarsky Menedékház a Babiagurán, polsky Schronisko na Babiej Górze) byla horská chata pod vrcholem Babí hory, v Oravských Beskydech. Byla postavena v roce 1905 německým spolkem Beskidenverein na uherské straně tehdejší uhersko-haličské zemské hranice v Rakousko-Uhersku. Po skončení první světové války vznikl o území Oravy územní spor mezi Československem a Polskem. V roce 1922 byla Orava mezi oba státy rozdělena a chata na Babí hoře se ocitla na polském území. Po německo-slovenském útoku na Polsko byla polská část Oravy připojena ke Slovensku a chata se ocitla na slovenském území. Po skončení druhé světové války se hranice vrátily do předválečného stavu a chata se vrátila do Polska. V roce 1949 vyhořela.